# Колинас-ду-Сул
Колинас-ду-Сул (порт. Colinas do Sul) — муниципалитет в Бразилии, входит в штат Гояс. Составная часть мезорегиона Север штата Гойяс. Входит в экономико-статистический микрорегион Шапада-дус-Веадейрус. Население составляет 3882 человека на 2006 год. Занимает площадь 1708,215 км². Плотность населения — 2,3 чел./км².

## История
Город основан в 1955 году.

## Статистика
- Валовой внутренний продукт на 2003 год составляет 12 611 560,00 реалов (данные: Бразильский институт географии и статистики).
- Валовой внутренний продукт на душу населения на 2003 год составляет 3318,83 реалов (данные: Бразильский институт географии и статистики).
- Индекс развития человеческого потенциала на 2000 год составляет 0,671 (данные: Программа развития ООН).